# Godset
Godset er et regionalt spillested og kulturinstitution beliggende i Kolding. Stedet, der har til huse i byens gamle godsbanegård, drives af Kolding Kommune i samarbejde med byens musikforeninger, blev etableret i 1997. Koncertdelen har plads til 700 stående gæster og ca. 300 siddende. 

## Historie
I første omgang tilbød Godset øvelokaler til byens amatørmusikere, og i 1998 kom et senere nedlagt demostudie til. I 2001 blev der indrettet spillested i Godsets østfløj. Spillestedet har plads til 700 stående publikummer eller op til 350 siddende. Godset har siden 2005 været regionalt spillested. Siden 2015 har Godset huset MusicLab, som er et tilbud til områdets borgere. Her stilles et fuldt udstyret studie til rådighed komplet med computer og forskellige elektroniske instrumenter. 
Igennem årene har en række danske og internationale artister optrådt på spillestedet, blandt dem danske navne som Volbeat, Nephew, Medina, D.A.D., Kim Larsen og Shubidua, samt internationale artister som Johnny Winter, Larry Carlton, Albert Hammond, Little Feat og N.E.R.D med Pharrell Williams. 
Godset lagde i februar 2010 hus til Rasmus Seebachs allerførste koncert med live-band.

## Foreninger tilknyttet Godset
- Rock'in House : Denne forening er den største, som er tilknyttet Godset. De fokuserer på rock og pop.
- Jazz6000 : Arrangerer jazz koncerter, med fokus på den mere moderne jazz.[2]
- MusikKolding : Er en sammenslutning af Koldings musik foreninger udover arrangementer på Godset arrangerer de Sommer ved Søen, Grøn Koncert, Opera på Skamling, Stella Polaris, Kulturnat på Banegårdspladsen.
- Kolding Jazzklub : Arrangerer primært traditionel jazz, med faste arrangementer ca. hver anden søndag.